# 心の地図
『心の地図』（こころのちず、原題: Map of the Human Heart）は、1992年に公開されたオーストラリア・英国の合作映画である。

## あらすじ
1965年、北極の小さな油田地区を地図作成員のアメリカ人青年が訪れる。小屋で作業を進める彼のところに汚い身なりをした中年エスキモー男性がやってきて、酒をせびりながら、自分の運命を変えた地図と戦争の昔話を始める。
1931年、北極のナナタークという小さな村に、エスキモー女性と白人捕鯨船員との間に生まれた混血少年アヴィックが、唯一の肉親である祖母と一緒に暮らしていた。アヴィックはアザラシ狩りを始めたばかりの年頃で、将来良い猟師になると祖母は期待を寄せていた。そんな折、白人たちが乗った飛行機が村にやってくる。彼らの目的は英国空軍のための地図作成で、その中の一人ウォルターという男とアヴィックは親しくなる。しかし程なくアヴィックは“白人の病”＝結核にかかり、カナダのモントリオールの専門病院で治療しなければならないとウォルターは祖母を説得する。祖母は猛反対するが、ウォルターに親しみを持ち、空を飛ぶことに憧れていたアヴィックは飛行機に乗り込む。
モントリオールの病院にアヴィックを連れてきたウォルターは、彼に飛行機パイロットのゴーグルを渡し、そのままヨーロッパへと去ってしまう。ただ一人残されたアヴィックは、治療を受けつつ病院併設の修道院学校で白人同化教育を受ける。その中に同じく結核で入院していたアルベルティンという少女がいて、最初アヴィックは彼女と殴り合いの喧嘩をするほど反目しあうが、真っ直ぐに気持ちをぶつけ合う関係の中で、彼女と親しくなる。アルベルティンは、自分がインディアン男性とフランス人女性との混血児と明かす。そして所在不明の父が教えてくれたという「Ma Metisse（私の混血児）」という歌を口ずさみ、いつかこれをラジオで歌えば父が自分に会いに来て、自分が大好きな馬をプレゼントしてくれるのだと夢を語る。アヴィックと親しみを深めるアルベルティンに、修道院のシスター・バンヴィールは自由に生きたければ混血と思われないように振る舞えと警告する。二人は病院から脱走を試みるがすぐに引き戻され、アルベルティンは別の病院に移送されてしまう。アヴィックは彼女の胸のレントゲン写真を密かに盗み出し、鏡の光と戯れるその姿を思い出しながら、自分の宝物とする。
1941年、北極のナナターク村にウォルターたち一行が再び飛行機で現れる。青年の姿に成長していたアヴィックが声を掛けても当初分からなかったが、以前口癖にしていた“ホーリー・ボーイ（Holy boy）！”と呼びかけるとウォルターは彼のことを思い出し、抱き締め再会を喜ぶ。地図作成の仕事に出掛けるというウォルターに、自分が手伝うとアヴィックは申し出る。モントリオールから数年後村に戻ってきた彼は、エスキモー語もアザラシ狩りの技術も忘れてしまっていた。エスキモー語は祖母が教え直してくれたが、狩りの技術を磨くべき少年時期を白人社会で過ごしたアヴィックは猟師としては半人前でしかなかった。ウォルターの仕事を手伝いツンドラを移動する途中、隊員が持っていたラジオからアルベルティンの歌声が流れてくるのを耳にし、彼女のことを思い出す。目的地の海岸に到着し、ウォルターたちの本当の仕事は難破したドイツ軍Uボート兵士から地図と暗号を奪うことだと明かされる。嘘を吐かれたことに加え、凍りついた兵士たちの死体を手荒く扱うウォルターの振る舞いにアヴィックは愕然とする。任務を終え出発時にウォルターはアヴィックに向かって、地図の勉強をしたいなら一緒に連れていってやろうと提案する。しかし体の不自由な祖母を一人置いて行けないとアヴィックはそれを断る。そしてウォルターにアルベルティンのレントゲン写真を託し、ラジオで聞き知ったオタワ聖心高校にいる彼女に渡してほしいと依頼をし、二人は別れる。折しも村では不猟が続き、このままでは生きていけないと村民全員で船に乗り込み大規模移住をすることになった。しかし猟師として役立たずで白人社会に親しむアヴィックは村に悪運をもたらす者だと見做され、同行を拒絶される。長老たちは祖母は村で面倒を見ると言って船を出発させるが、アヴィックを一緒に連れていってくれと懇願を続ける祖母は、彼が見つめるその前で船から落水してしまう。アヴィックは残された小さなカヤックでただ一人海に漕ぎ出し、海上で大きな外国船に乗り移る。
1944年、アヴィックは英国空軍で軍用機「ホーリー・ボーイ」号のクルーとして務め、ファームボーイやボールスローといった同年代の気の合う同僚たちと共に過ごしていた。そんな中、作戦司令部で写真分析の仕事に就くアルベルティンと再会する。彼女の誘いでロンドンのホテルのダンスホールに赴いたアヴィックは、そこでウォルターとも再会し、かつて託したレントゲン写真がきっかけで彼とアルベルティンが交際を始めたと知らされる。気分を害したアヴィックをアルベルティンは宥めようとするが、彼が口にした少女時代の振る舞いに対し「私はもう混血娘ではない」と怒りを露わにする。しかしその一方でアルベルティンは本当の自分を理解しているのはアヴィックだけだと語る。二人はロイヤル・アルバート・ホールの屋根上で密会し、馬の地上絵が広がる草原に昇る熱気球の上で抱擁する。二人の関係を察したウォルターは、アルベルティンに生きた馬を贈り、「ホーリー・ボーイ」号にドレスデン爆撃の追加任務を下す。彼はアヴィックに向かって、自分がかつて愛しそして憎むようになった女性がドレスデンで暮らしていると語る。アルベルティンは故意に怪我させてでもアヴィックの出撃を止めようとするが、それでも出発をする彼にアルベルティンはかつての胸のレントゲン写真を手渡す。1945年ドレスデン爆撃の任務に赴いた「ホーリー・ボーイ」号は反撃を受け、ボールスローは機内で死亡し、ファームボーイは脱出不可能の身となる。墜落する機体からただ一人パラシュートで脱出したアヴィックは、火の海と化したドレスデンの町に降り立つ。逃げ惑う市民たちの中に爆風で衣類を吹き飛ばされ彷徨う少女の姿を目にしたアヴィックは彼女を助けようと軍服の上着を脱ぐが、その中に入れていたアルベルティンのレントゲン写真が地上に落ち、高熱でたちまち熔解してしまう。
1965年、北極油田地区の酒場に変らず出入りしているアヴィックは「Ma Metisse」を口ずさむ若い女性の歌声を耳にする。歌声の主に近づいたアヴィックは、父の生まれたナナターク村へ案内してほしいと歌声の主レイニーから依頼される。荒涼とした雪原にある村の跡に案内して「ここには何もない」と言うアヴィックに、レイニーは「一緒に帰ってほしい、母は父をずっと愛している」と訴える。しかし祖母や空軍同僚たち、自分が関わる者に悪運をもたらすという思いに憑りつかれているアヴィックは、レイニーにただ背を向ける。アルベルティンへの強い思いを胸に、オートモービルで雪原を疾走するアヴィック。その時突然氷に亀裂が入り、彼は海岸の割れた氷の上にオートモービルもろとも投げ出される。彼は娘レイニーの結婚式でアルベルティンと再会し、白い熱気球に乗って高く舞い上がる自分たちの姿を氷上で夢想する。熱気球の上から海に漂流する氷の上で横たわる自分の姿を見つめるアヴィック。彼の体は極北の海の中へと消え、子供の頃の心は空へと舞い上がる。

## キャスト
- ジェイソン・スコット・リー：アヴィック
- Robert Joamie：アヴィック（子供時代）
- アンヌ・パリロー：アルベルティン
- Annie Galipeau：アルベルティン（子供時代）
- パトリック・バーギン：ウォルター・ラッセル
- クロティルド・クロー：レイニー
- ジョン・キューザック：地図作成員
- ジャンヌ・モロー：シスター・バンヴィール
- ベン・メンデルソーン：ファームボーイ
- Jayko Pitseolak：アヴィックの祖母

## 映画賞ノミネート
第45回カンヌ国際映画祭、特別招待作品。
第6回東京国際映画祭にて「最優秀芸術貢献賞」と、主人公の子供時代を演じた2人の子役俳優が「未来の才能に対する特別顕彰」を受賞。
1993年オーストラリア映画協会賞にて作品賞・監督賞ノミネート、主人公の子供時代を演じたRobert Joamieが若手男優賞（Young Actors Award）受賞。

## 備考
- 北極圏のロケ撮影は、カナダ北東の端にあるバフィン島のイカルイトで行われた[1]。
- 主人公の子供時代を演じたRobert Joamieはバフィン島出身のエスキモーの少年で、地元地方紙の広告でオーディションを知り応募して起用に至った。アヴィックの祖母など村人も、現地で本物のエスキモーを俳優として起用した[2]。
- 物語の鍵となる歌「Ma Metisse」はガブリエル・ヤレドのオリジナル作曲。歌詞は脚本のルイス・ノーラとPhilippe Ringenbach、サウンドトラック収録の歌はMarie Pelissierによる[3]。